# Tethysbaena
Genre
Tethysbaena est un genre de crustacés thermosbaenacés de la famille des Monodellidae.

## Distribution
Les espèces de ce genre se rencontrent dans des eaux souterraines en Europe, en Afrique, au Proche-Orient et en Amérique.

## Liste des espèces
Selon World Register of Marine Species (16 octobre 2020) :
- Tethysbaena aiakos Wagner, 1994
- Tethysbaena argentarii (Stella, 1951)
- Tethysbaena atlantomaroccana (Boutin & Cals, 1985)
- Tethysbaena calsi Wagner, 1994
- Tethysbaena colubrae Wagner, 1994
- Tethysbaena coqui Wagner, 1994
- Tethysbaena gaweini Wagner, 1994
- Tethysbaena haitiensis Wagner, 1994
- Tethysbaena halophila (S.L. Karaman, 1953)
- Tethysbaena juglandis Wagner, 1994
- Tethysbaena juriaani Wagner, 1994
- Tethysbaena lazarei Wagner, 1994
- Tethysbaena ledoyeri Wagner & Chevaldonné, 2020
- Tethysbaena relicta (Pór, 1962)
- Tethysbaena sanctaecrucis (Stock, 1976)
- Tethysbaena scabra (Pretus, 1991)
- Tethysbaena scitula Wagner, 1994
- Tethysbaena siracusae Wagner, 1994
- Tethysbaena somala (Chelazzi & Messsana, 1982)
- Tethysbaena stocki Wagner, 1994
- Tethysbaena tarsiensis Wagner, 1994
- Tethysbaena texana (Maguire, 1965)
- Tethysbaena tinima Wagner, 1994
- Tethysbaena vinabayesi Wagner, 1994

et
- Tethysbaena ophelicola Wagner, 2012

## Publication originale
- Wagner, 1994 : A monographic review of the Thermosbaenacea (Crustacea: Peracarida). A study on their morphology, taxonomy, phylogeny and biogeography. Zoologische Verhandelingen (Leiden), vol. 291, p. 1-338.